# Frances the Mute
Frances the Mute ist das zweite Studioalbum der amerikanischen Rockband The Mars Volta. Die Version der CD wurde im März 2005 bei Universal Records veröffentlicht, die Vinyl-Version folgte im April desselben Jahres beim bandeigenen Label Goldstandardlabs.

## Trackliste
1. Cygnus....Vismund Cygnus (13:08):
  - Sarcophagi
  - Umbilical Syllables
  - Facilis Descenus Averni
  - Con Safo
2. The Widow (5:57)
3. L' Via L' Viaquez (12:27)
4. Miranda That Ghost Just Isn't Holy Anymore (13:15):
  - Vade Mecum
  - Pour Another Icepick
  - Pisacis (Phra-Men-Ma)
  - Con Safo
5. Cassandra Gemini (31:42):
  - Tarantism
  - Plant A Nail In The Navel Stream
  - Faminepulse
  - Multiple Spouse Wounds
  - Sarcophagi

Als EP erschien zusätzlich folgender Track:
Frances the Mute:
- In Thirteen Seconds
- Nineteen Sank, While Six Would Swim
- Five Would Grow And One Was Dead

Auf der Vinyl-Version verteilen sich die Tracks wie folgt auf die einzelnen Plattenseiten:
- A: 1 +2
- B: 3
- C: 4
- D: 5 Teil a–b
- E: 5 Teil c–e

## Hintergrund
Die "Handlung" dieses Konzeptalbums basiert angeblich auf einem Tagebuch, welches das kurz vor der Veröffentlichung des Vorgängeralbums De-Loused in the Comatorium verstorbene Bandmitglied Jeremy Michael Ward auf dem Rücksitz eines Autos gefunden haben soll. In diesem Tagebuch beschreibt der Autor die Suche nach seinen unbekannten Eltern. Ward haben die Parallelen zu seinem eigenen Leben in diesem Tagebuch so sehr fasziniert, dass er es weiterschrieb. Die einzelnen Songs des Albums beschäftigen sich jeweils mit einer Person, die er bei seinen eigenen Nachforschungen getroffen haben soll.
Eigentlich beinhaltet das Konzept des Albums noch ein weiteres Stück, betitelt mit "Frances the Mute", dessen Text in der CD zwar abgedruckt ist, das aber auf Betreiben der Plattenfirma nicht mit veröffentlicht wurde, da sie ein durch die Gesamtlänge resultierendes Doppelalbum ablehnte, um den zu erwartenden geringen kommerziellen Erfolg nicht noch schlechter ausfallen zu lassen. Dieses Stück erschien dann im April 2005 als einzelne EP auf dem bandeigenen Label GSL, allerdings nur in den USA.

## Aufnahme
Die Aufnahme des Albums stand ganz unter der Regie des Bandleaders Rodriguez-Lopez, der es auch produziert hat. Angeblich hatte er als einziger den Gesamtüberblick über die Aufnahmen, während die anderen Bandmitglieder nur einzelne Parts einspielten, ohne zu wissen, wo diese später im Song oder sogar bei welchem Song verwendet werden sollten. Bemerkenswert ist, dass alle Songs nahtlos ineinander übergehen. Daher musste bei der Vinyl-Version eine geringfügig andere Abmischung vorgenommen werden, die sich in der Regel als Endlosrillen am Ende der Plattenseiten darstellt. Außerdem musste der letzte Song in der Mitte geteilt werden, da er nicht auf eine Plattenseite passt.
Als Gastmusiker treten Red-Hot-Chili-Peppers-Bassist Flea auf, der auf zwei Stücken Trompeten-Parts beisteuert. John Frusciante hat zwei Gitarrensoli eingespielt. Außerdem werden Larry Harlow, Lenny Castro und Adrian Terrazas genannt.
Der Sound des Albums ist sehr vielschichtig. Kreischende Progressive-Rock-Parts wechseln sich ab mit langatmigen psychedelischen Instrumentalpassagen und Flächensounds, die sehr an die frühen Pink Floyd erinnern. Die gesamte Atmosphäre des Albums ist ausgesprochen negativ und bedrückend, wozu auch die depressiven Texte ihren Teil beitragen. Als Beispiel dient dieser Ausschnitt:
The trophy shelves made room for his collapse

She was a mink handjob in sarcophagus heels

Bring me to my knees, read the sharpened lines

All my arms bled me blind

Faucet leaks in the shadows, spilling from morgue

Lancet caressed your fontanels

I´ve sworn to kill every last one

Panic in the shakes of the wounded, panic in the worms

Onto the floor and out of your mouth, out of your eyelids

No, there is no light in the darkest of your furthest reaches

There is no light!

## Artwork
Das Artwork stammt zum größten Teil von Storm Thorgerson (Hipgnosis), der schon für Pink Floyds weltberühmte Coverkunst verantwortlich war und ist auffallend aufwendig und liebevoll gestaltet. Es werden durchweg sehr surreale Motive verwendet, wobei ein durchgehendes Motiv Menschen in Anzügen sind, deren Köpfe mit blutroten Seidebeuteln verhüllt sind und die in hochpolierten Oldtimern sitzen. Auf der letzten Seite der Vinyl-Version, die nicht mit Musik bespielt ist, ist ein verästeltes Motiv ins Vinyl gekratzt.